# Christ chez Marthe et Marie
 (juillet 2024).
La mise en forme du texte ne suit pas les recommandations de Wikipédia : il faut le « wikifier ».
Les points d'amélioration suivants sont les cas les plus fréquents. Le détail des points à revoir est peut-être précisé sur la page de discussion.
- Les titres sont pré-formatés par le logiciel. Ils ne sont ni en capitales, ni en gras.
- Le texte ne doit pas être écrit en capitales (les noms de famille non plus), ni en gras, ni en italique, ni en « petit »…
- Le gras n'est utilisé que pour surligner le titre de l'article dans l'introduction, une seule fois.
- L'italique est rarement utilisé : mots en langue étrangère, titres d'œuvres, noms de bateaux, etc.
- Les citations ne sont pas en italique mais en corps de texte normal. Elles sont entourées par des guillemets français : « et ».
- Les listes à puces sont à éviter, des paragraphes rédigés étant largement préférés. Les tableaux sont à réserver à la présentation de données structurées (résultats, etc.).
- Les appels de note de bas de page (petits chiffres en exposant, introduits par l'outil «  Source ») sont à placer entre la fin de phrase et le point final[comme ça].
- Les liens internes (vers d'autres articles de Wikipédia) sont à choisir avec parcimonie. Créez des liens vers des articles approfondissant le sujet. Les termes génériques sans rapport avec le sujet sont à éviter, ainsi que les répétitions de liens vers un même terme.
- Les liens externes sont à placer uniquement dans une section « Liens externes », à la fin de l'article. Ces liens sont à choisir avec parcimonie suivant les règles définies. Si un lien sert de source à l'article, son insertion dans le texte est à faire par les notes de bas de page.
- La présentation des références doit suivre les conventions bibliographiques. Il est recommandé d'utiliser les modèles {{Ouvrage}}, {{Chapitre}}, {{Article}}, {{Lien web}} et/ou {{Bibliographie}}. Le mode d'édition visuel peut mettre en forme automatiquement les références.
- Insérer une infobox (cadre d'informations à droite) n'est pas obligatoire pour parachever la mise en page.

Pour une aide détaillée, merci de consulter Aide:Wikification.
Si vous pensez que ces points ont été résolus, vous pouvez retirer ce bandeau et améliorer la mise en forme d'un autre article.

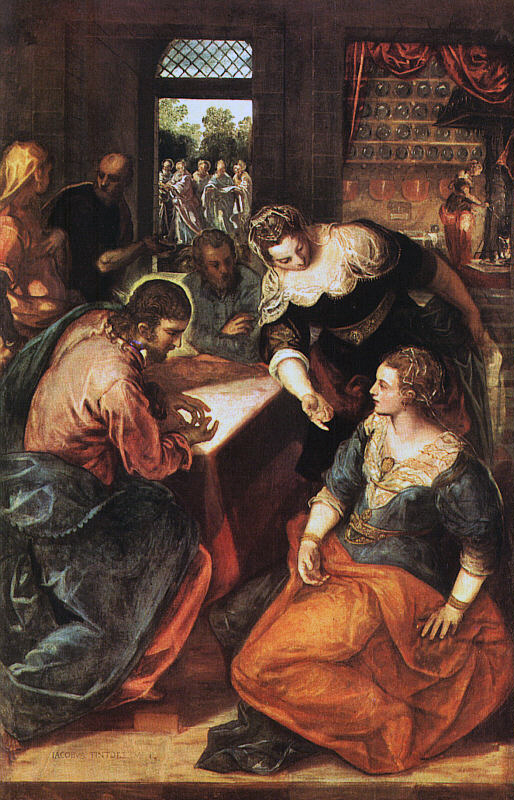
Le Christ chez Marthe et Marie, vers 1580, Le Tintoret, Alte Pinakothek.

Le Christ chez Marthe et Marie (également mentionné en tant que Le Christ dans la maison de Marthe et par d'autres noms différents) fait référence à un épisode biblique dans la vie de Jésus dans le Nouveau Testament qui apparaît uniquement dans l'Évangile selon Luc (Luc 10:38-42), immédiatement après la Parabole du Bon Samaritain (Luc 10:25-37). Le récit de Luc lit :

« Chemin faisant, Jésus entra dans un village. Une femme nommée Marthe le reçut.

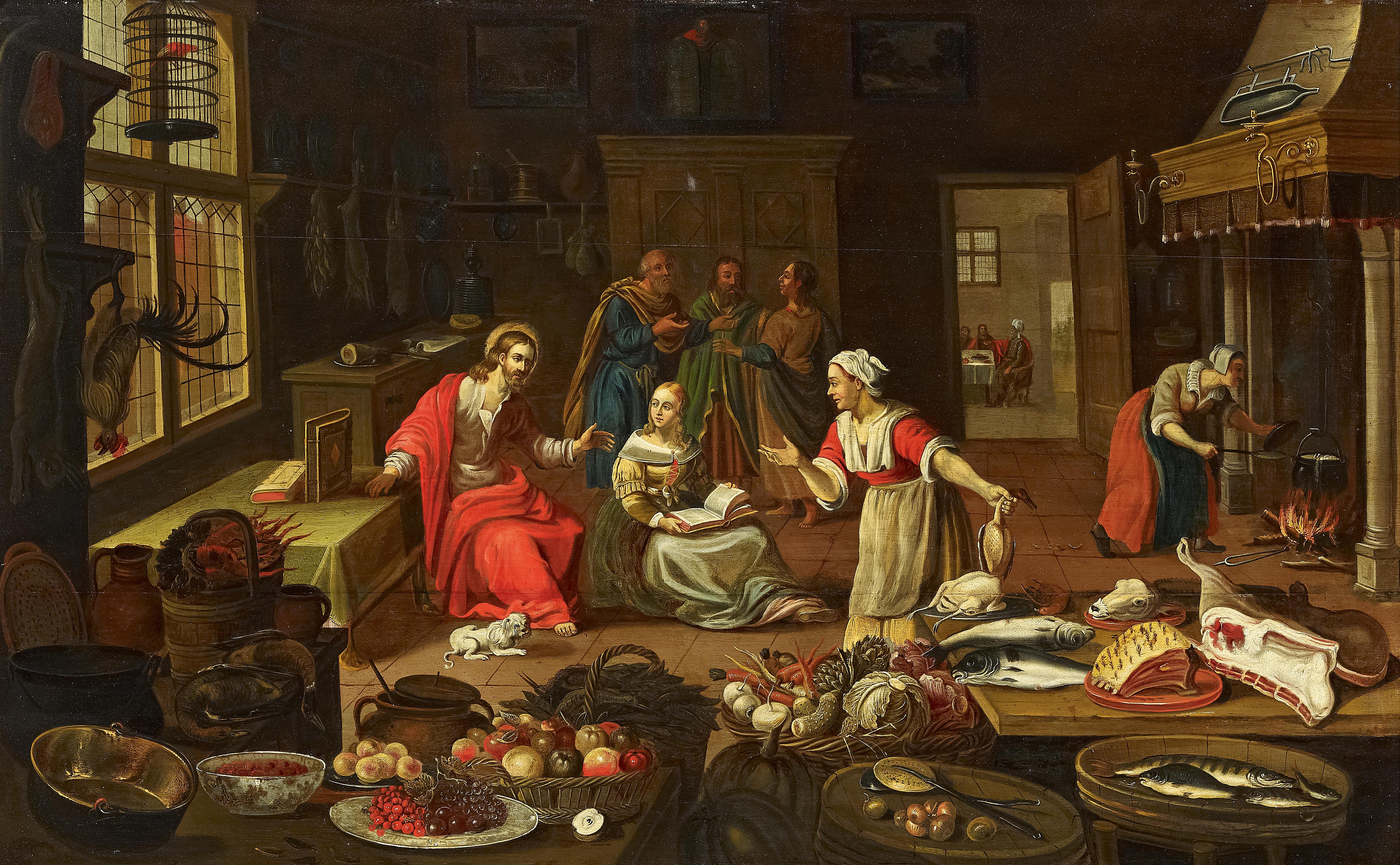
Georg Friedrich Stettner : Christ chez Marthe et Marie

Elle avait une sœur appelée Marie qui, s’étant assise aux pieds du Seigneur, écoutait sa parole.
Quant à Marthe, elle était accaparée par les multiples occupations du service. Elle intervint et dit : « Seigneur, cela ne te fait rien que ma sœur m’ait laissé faire seule le service ? Dis-lui donc de m’aider. »
Le Seigneur lui répondit : « Marthe, Marthe, tu te donnes du souci et tu t’agites pour bien des choses.
Une seule est nécessaire. Marie a choisi la meilleure part, elle ne lui sera pas enlevée. » »

— Luc 10:38-42

## Interprétation
Les perspectives changeant de genre, ainsi que les opinions des interprètes principalement masculins, ont mené à une diversité des interprétations de ce passage. Des présuppositions modernes à propos des rôles domestiques des femmes ont souvent imaginé les "occupations" de Marthe comme étant reliées à la nourriture, la situant dans la cuisine dans cette scène. La nourriture, cependant, ne semble pas être dans la scène. Marthe est la propriétaire (Luc 10:38) et les multiples "occupations" qui l'accapare sont rendues par le mot Grec diakonia, un mot employé pour les services souvent associés aux fonctions particulières d'une association, amenant certains commentateurs à imaginer les affaires de Marthe comme étant lié à l’aide au mouvement de Jésus,,.
Pour simplifier, il est régulièrement interprété comme vertus spirituelles étant davantage importante que les affaires matérielles, tel que la préparation de la nourriture. Deux mots différents décrivent sa détresse - "soucieuse", et "accaparée" - et Luc double donc son nom et emploie une allitération afin d'attirer l'attention sur son comportement anxieux (Grec : Μάρθα Μάρθα μεριμνᾷς, Martha, Martha, merimnas en Luc 10:41).

### Auteurs
- Origène (mort en 253) "L'action et la contemplation n'existent pas l'une sans l'autre." Il décrit Marthe comme représentant une chrétienne empennée encore largement concernée par la vie pratique tandis que Marie représenta la chrétienne mûre. L'une a forcément évolué de l'une à l'autre mais n'a pas abandonné l'action et le service. Marthe reçut la Parole à travers son acte physique de service tandis que Marie reçut Jésus spirituellement à travers son attention à ses enseignements.

- Basile de Césarée (mort en 379) mentionna les "quelques choses" dans le passage faisant référence à la nourriture et à la boisson qui est préparé. Il n'est pas nécessaire d'avoir beaucoup de "vaisselle", juste un peu suffit pour le corps. Une volonté de servir dans la plus petite chose plaît à Dieu.

- Jean Chrysostome (mort en 407) nota que certains ont utilisé le passage pour cautionner les dirigeants d'une vie de facilité, rejetant tout travail manuel. Il s'agissait d'invectives pratiques de certains "hérétiques" tel que les Messaliens qui soulignaient la vie intime à un degré extrême. Il croyait que Jésus disait qu'il y a un temps pour écouter, apprendre au lieu de gaspiller son temps sur les choses de la chair.

- Une anecdote humoristique datant du IVe siècle liée à l'histoire d'un moine ascétique qui refusa de réaliser quelconque travail. Son abbé l'a emprisonné avec un livre sans nourriture. "Parce que tu es un homme spirituel et n'as pas besoin de ce genre de nourriture. Nous étant charnels, nous voulons manger et c'est pourquoi nous travaillons. Mais tu as choisi la bonne part et lu la journée entière et n'as pas mangé de nourriture charnelle. Marie a besoin de Marthe. C'est vraiment grâce à Marthe que Marie est louée."

- Cyrille d'Alexandrie (mort en 444) assimila Marthe aux Juifs et Marie aux Chrétiens pour qui une seule chose était nécessaire au salut.

- Une interprétation populaire de cette histoire vient d'Augustin d'Hippone (354 - 430). Augustin déclara que Marthe représente l'église du présent qui mourra un jour. Selon Augustin, la décision de Marthe de trimer dans le service actif est futile puisque cela ne sera plus nécessaire après la mort. D'autre part, la décision de Marie de demeurer aux pieds de Jésus représente l'église du futur parce qu'étant en la présence de Jésus se poursuivra dans le monde suivant. Susan Rakoczy indique que cela aurait pu être une expression du propre désir d'Augustin de passer plus de temps dans la contemplation et la prière plutôt qu'être consumé par le travail d'un dirigeant d'église et théologien. Malgré ses intentions, cette interprétation a été injurieuse aux vies de ceux qui se situent au sein de cette "hiérarchie de valeurs."[5]

- Grégoire Ier (mort en 604) déclara que tandis que la vie contemplative avait un plus grand mérite que la vie active, l'état le plus désirable était l'union des deux.

- Bernard de Clairvaux (mort en 1153) compara Marthe à Marie la mère de Jésus qui reçut Jésis dans son ventre terrestre tandis que Marie la sœur préparait la réception du Christ divin.

- Thomas d'Aquin (mort en 1272) trouva de la valeur dans les deux : "Il y a de nombreux arguments à soutenir la position que la vie contemplative est supérieure à l'active, mais que dans certaines circonstances et dans un certain respect particulier, la vie active doit être prioritaire en raison des besoins de la vie présente."

- Maître Eckhart (1260 - 1328) a offert une autre interprétation de cette histoire qui identifie Marthe comme étant la plus avancée spirituellement des deux sœurs. Prônant cette interprétation, Matthew Fox  écrit, "La compassion et les œuvres naissent de la compassion sont eux-mêmes des actes de contemplation."[6] Eckhart voit Marthe comme ayant un plus haut niveau de perfection parce qu'elle savait que l'activité n'entrave pas la vie de prière et de contemplation ; ce que l’on fait découle plutôt directement de notre expérience de Dieu. L'économiste Henry Ergas perçoit cette interprétation comme "la sacralisation typiquement occidentale du dur labeur, de l'économie et de l'aspiration".

- Catherine de Sienne (morte en 1380), ayant passé de nombreuses années en isolation totale et prière et croyant qu'elle était devenue la mariée du Christ dans un mariage mystique, eu une vision qu'elle devait s'aventurer dehors pour aider le pauvre. Y résistant, dans une autre vision, le Seigneur lui dit qu'elle devait "marcher avec deux pieds d'amour", décrivant l'unité de prière et d'action.

- Thérèse d'Avila (morte en 1582), la religieuse carmélite espagnole, mystique et réformatrice, compara Marthe et Marie à un château avec ses nombreuses pièces comme dimensions d'un voyage jusqu'à ce que l'une atteigne une union mystique et un mariage spirituelle dans une tour supérieure. Marthe et Marie doivent se réunir ensemble pour accueillir le Seigneur, a-t-elle écrit. Elle rejeta une hiérarchie rigide de l'ensemble d'actes contemplatifs étant supérieurs à l'autre genre. Elle écrivit sur le même temps comme le Concile de Trente (1645-1563) marquant la Contre-Réforme de l'église catholique. Une des issues fût d'insister sur l'importance du travail ainsi que de la foi pour le salut, contrairement à l'élévation protestante de "par la foi seule."

Le théologien allemand Justus Knecht (en) donne une interprétation typique de ce passage, écrivant : 

« L'histoire du Bon Samaritain nous donna un exemple d'amour de notre prochain. En Marthe et Marie nous avons un modèle du véritable amour pour Dieu. Les deux sœurs aimaient notre Seigneur Divin, mais elles montra leur amour de façons différentes. Marie était captivée, écoutant et méditant sur Ses mots ; et, emportée par elle-même par son amour pour Lui, elle oublia tout le reste. Marthe, d'autre part, était occupée à un travail actif dans Son service, et ne pouvait que penser à la manière dont elle pourrait le plus parfaitement servir Ses volontés. Marthe s'est dépensée dans ses efforts à préparer la nourriture pour notre Seigneur, tandis que Marie était entièrement occupée en étant nourrie par Lui... Comme Marthe nous devrions faire de notre mieux pour accomplir les devoirs de notre état de vie : mais nous ne devrions pas, sur ce récit, négliger l'écoute et la méditation de la parole divine. Ces choses que vous devriez achevées, et ne pas les laisser inachevées. Priez et travaillez ! »

La diversité des interprétations modernes contient un nombre de voix féminines dans le cadre de la conversation plus grande. Parmi ces voix sont des femmes interprètes telles que Elisabeth Schüssler Fiorenza, Mary Rose D'Angelo, et Barbara Reid. Sook Ja Chung affirme qu'une féministe lisant ce passage devrait prendre en compte la perspective des femmes, spécialement celles qui ont été oppressées, et devrait comprendre qu'une lecture patriarcale traditionnelle de ce passage peut être problématique comme il diminue la valeur du rôle de Marthe en disant qu'elle est concentrée sur les mauvaises choses.

## Différentes sources

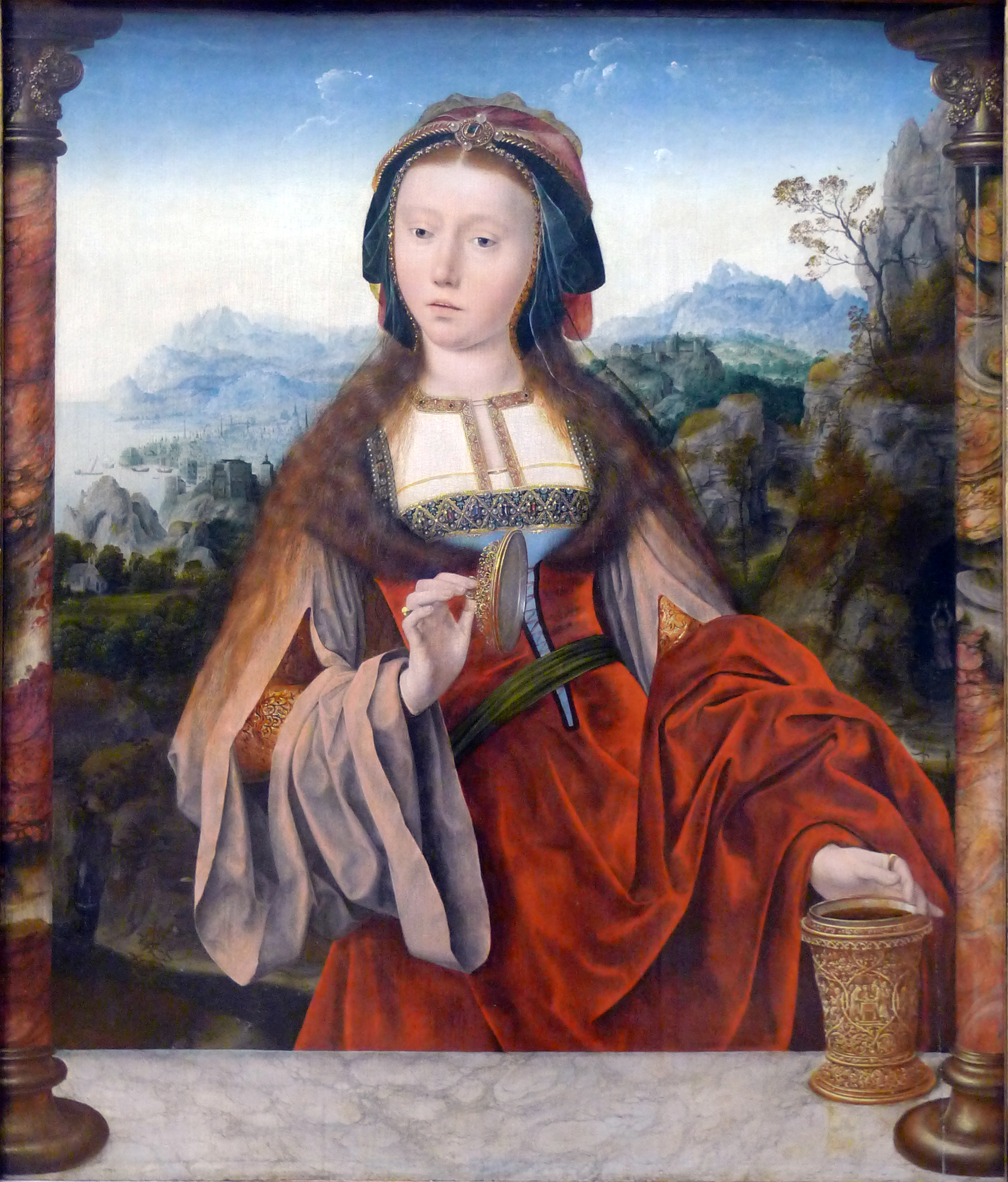
Marie de Magdala, vers 1520-1525, Quentin Metsys, Musée du Louvre.

L'endroit où se déroule cette histoire n'est pas entièrement spécifié, ni l'identité des personnages. Bien qu'il y a plusieurs similarités entre ces Marie et Marthe et celles en Jean 11-12, aucun frère appelé Lazare n'apparaît. Si cette Marie est également la femme non nommée qui oignit la tête de Jésus en Matthieu 26 et Marc 14 n'est pas généralement convenu. De plus, les intellectuels conviennent généralement que la femme pécheresse non nommée en Luc 7 n'est ni Marie de Béthanie ni Marie Madeleine, et Luc 7:39 a la femme pécheresse vivant dans une ville (probablement Naïm, mentionnée en 7:11), non dans un village nom nommé comme Marthe et Marie en Luc 10. Jésus y demeurait ; le récit précédant de la Résurrection à Naïn (7:11-15) situe Jésus à Naïm. Luc 7:11-17 qualifie Naïm une polis trois fois, dans les versets 7:11 et 7:12. D'autre part, l'endroit non nommé où Marie et Marthe résident en Luc 10:38-42 est qualifié un village (Grec : κώμη, kómè) dans le verset 10:38. Luc relie donc linguistiquement la femme pécheresse à une ville, et distingue la maison non nommée à Marie et Marthe comme un village.
- En raison des parallèles avec Jean 11-12, ce village sans nom a traditionnellement été identifié au village judéen de Béthanie, par exemple par Matthew Poole (1669), John Gill (1748), Joseph Benson (1857), le Jamieson-Fausset-Brown Bible Commentary (1871), Charles Ellicott (1878), Albert Barnes (1884), Frederic Farrar (1891), et le Pulpit Commentary. Cependant, Luc 10 semble être strictement défini en Galilée, et ainsi ne donne aucune raison géographique pour identifier le village sans nom de Marthe et Marie avec Béthanie en Judée. Le Commentaire de Heinrich August Wilhelm Meyer nota que « Jésus ne peut pas déjà être en Béthanie (voir Luc 13:22, Luc 17:11), où Marthe et Marie résident (Jean 11:1, Jean 12:1) » mais supposait que « Luc, parce qu'il ne connaissait pas les circonstances plus détaillées des personnes concernées, transposa cette incident, qui a dû se produire en Béthanie, et que lors d'un voyage de fête antérieur, non seulement vers le dernier voyage, mais aussi vers un autre village, et qu'un village de Galilée. »

- Francis Crawford Burkitt (1931) déclara : « Nous avons une histoire d'une paire de sœurs, Marthe et Marie, qui semblent avoir vécu en Galilée. (...) Il n'y a rien pour indiquer l'endroit ou le temps : n'était-ce pas pour ce que nous lisons dans le Quatrième évangile il ne serait sûrement jamais venu à l'esprit de personne de supposer que les sœurs vivaient juste à l'extérieur de Jérusalem. » Contrairement à Meyer, Burkitt concluait que ce n'est pas l'auteur de Luc, mais l'auteur de Jean avait [fait] un usage non historique de la tradition déjà en circulation. Distingué les deux villages, basé sur le contexte galiléen du chapitre en Luc. Ils avancèrent que l'évangile selon Jean a délibérément mélangé de nombreuses histoires séparées des évangiles synoptiques, à savoir celle de l'onction Marcéenne-Matthéenne de Jésus (pour sa mort prochaine) par une femme sans nom en Béthanie (Marc 14 et Matthieu 26), la visite Lucéenne de Jésus à Marthe et Marie dans un village sans nom (Luc 10), et la parabole Lucéenne du riche et de Lazare (Luc 16)[10]. Esler affirma que l'auteur n'a pas travaillé à donner un récit théologique correct de ce qu'il s'est produit, mais à la place, à des fins théologiques, a combiné divers récits existants afin de construire Lazare, Marie et Marthe de Béthanie comme une famille chrétienne prototypique, dont l'exemple doit être suivi par les chrétiens[10].

- George Ogg (1971) proposa une solution différente : l'auteur de Luc avait deux sources pour le même voyage de Jésus de la Galilée à Jérusalem. Il employa une source A pour écrire Luc 9:51-10:42 comme le récit principal (se terminant par la visite de Jésus au village de Marthe et Marie, identifié comme Béthanie comme en Jean 11-12), et une source B pour écrire Luc 17:11-19:28 soit comme un récit amplifié de A, soit comme un supplément à A. Plutôt qu'essayer d'intégrer les deux sources en un seul récit du voyage, l'auteur garda les récits séparés afin de garantir que les "épisodes seraient en séquence correcte". Dernièrement, les versets de Luc 11:1-17:11 entre A et B ne font pas partie du voyage de Jésus à Jérusalem, Ogg prétendait : « Essentiellement Luc XI. 1-XVII. 10 est une archive d'activités de Jésus lors de son ministère en Galilée, Phénicie et la Décapole et avant son dernier départ de la Galilée pour Jérusalem. »

## Représentations

### Arts
L'épisode se situe surtout dans la vie du Christ dans l'art à partir de la Contre-Réforme, spécialement au XVIIe siècle siècle, lorsque le cadre domestique reçoit généralement une représentation réaliste, et le sujet apparaît comme une œuvre singulière plutôt que dans des fresques de la Vie du Christ, ou la vie de Marie Madeleine. Cependant, il apparaît dans certaines fresques manuscrites ottoniennes, contenant l'une des Péricopes d'Henri II, où on lui donne un cadre architectural hiératique. De nombreuses peintures représentent Marie lavant, ou juste ayant lavé, les pieds de Jésus, rappelant l'histoire en Jean 12.1-8 (qui semble être à propos de Marie de Béthanie). Par l'histoire en Luc 7.36-50 (à propos d'une 'femme pécheresse' sans nom), cependant, Marie de Béthanie était souvent associée à Marie Madeleine, et cela aussi peut se refléter dans l'art. Des artistes dépeignant le sujet incluent Diego Vélasquez, Rembrandt, Johannes Vermeer et Pierre Paul Rubens.
- Divers Marthe & Marie

"Divers
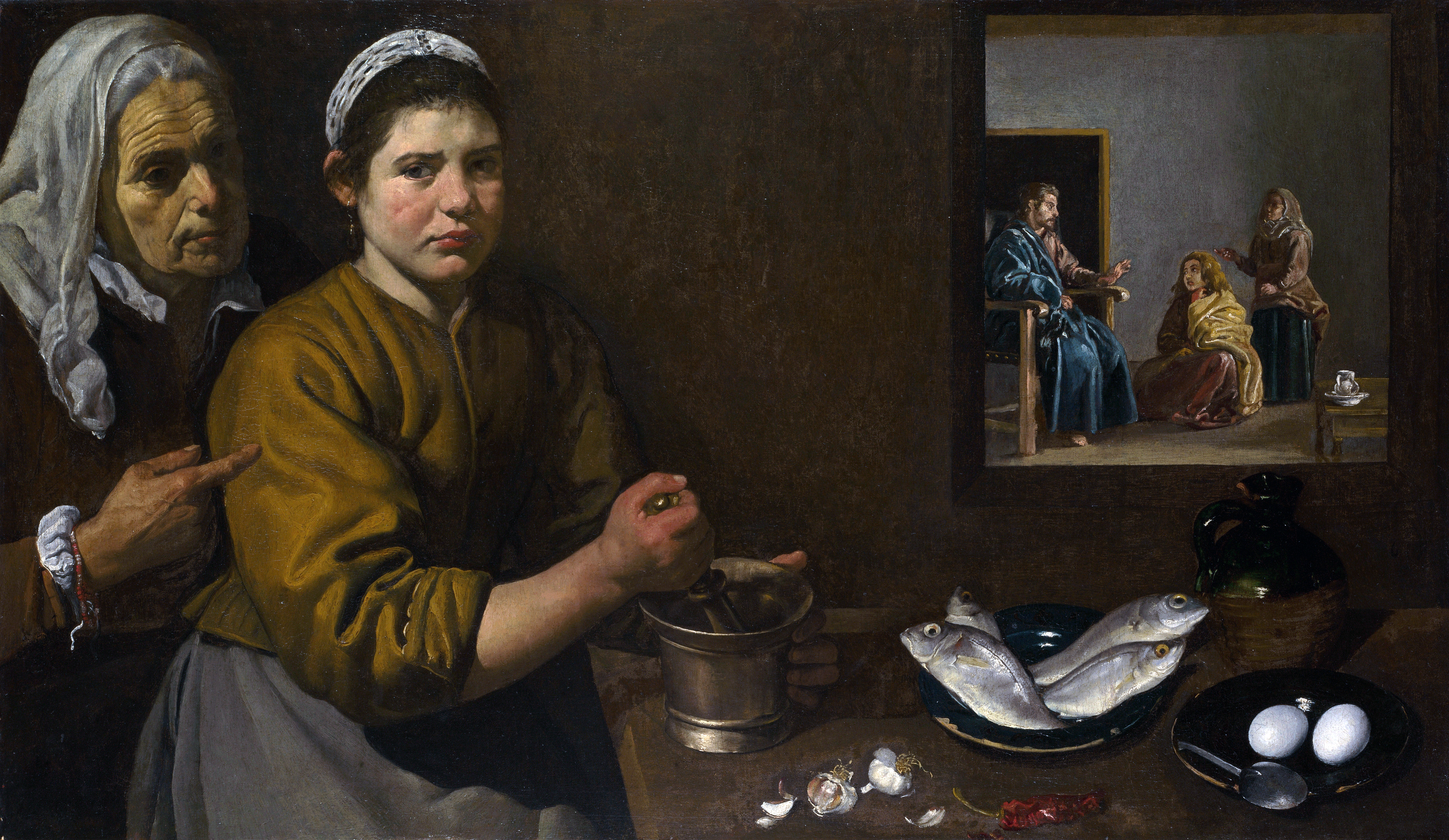
Christ dans la maison de Marthe et Marie, Diego Vélasquez.
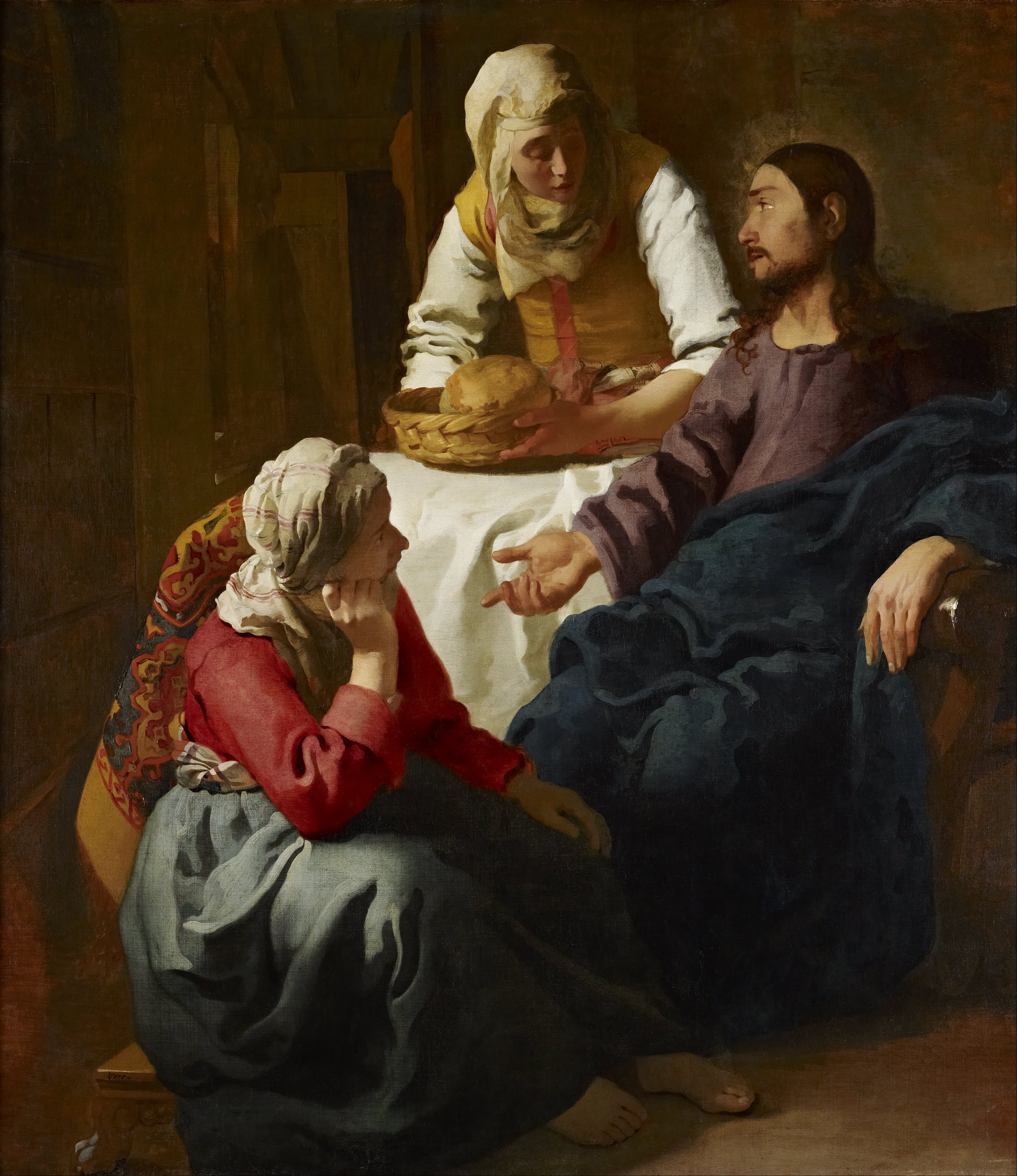
Le Christ dans la maison de Marthe et Marie, Johannes Vermeer.
Marthe et Marie-Madeleine, Le Caravage.
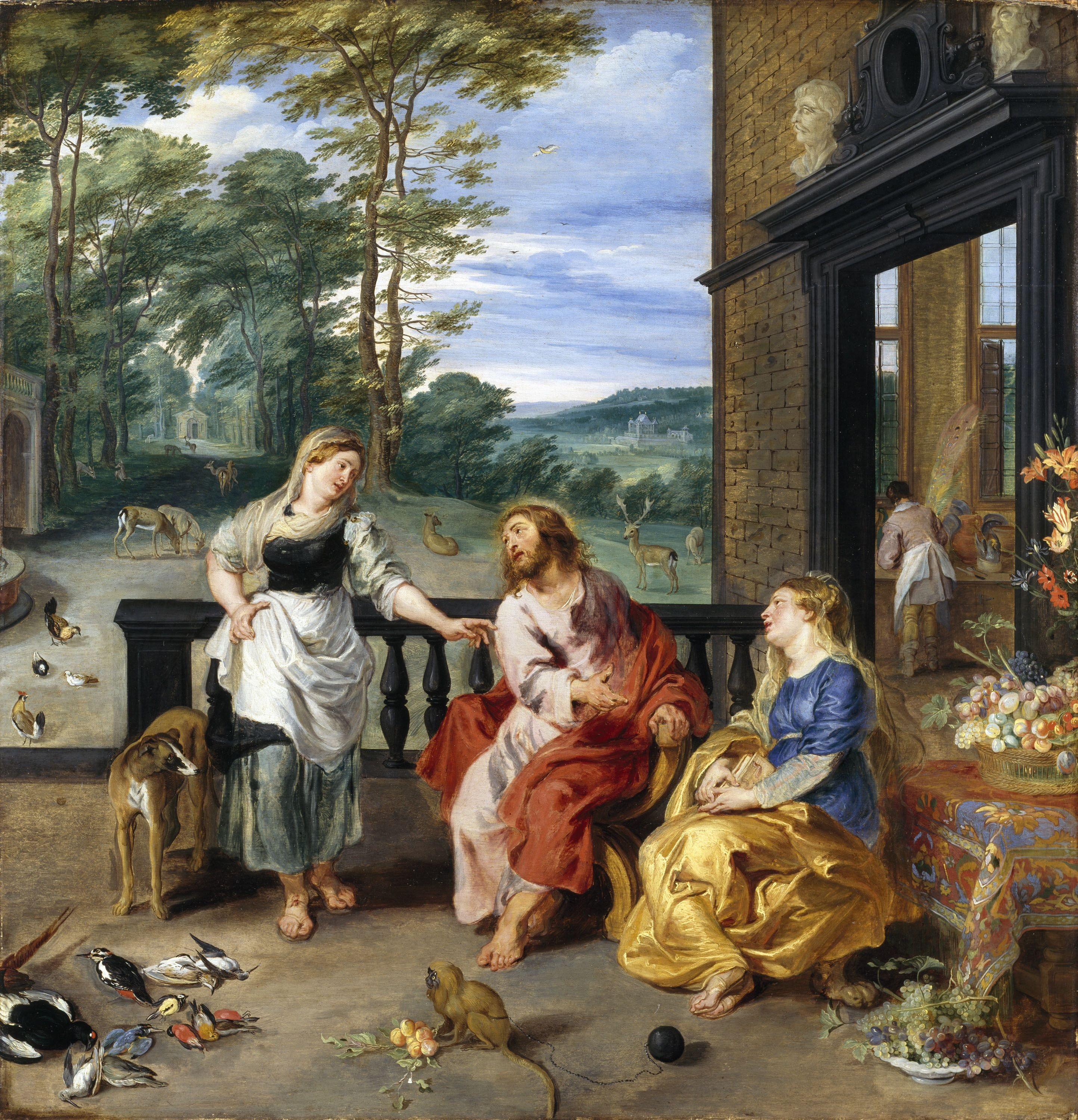
Le Christ dans la maison de Marthe et Marie, Pierre Paul Rubens.
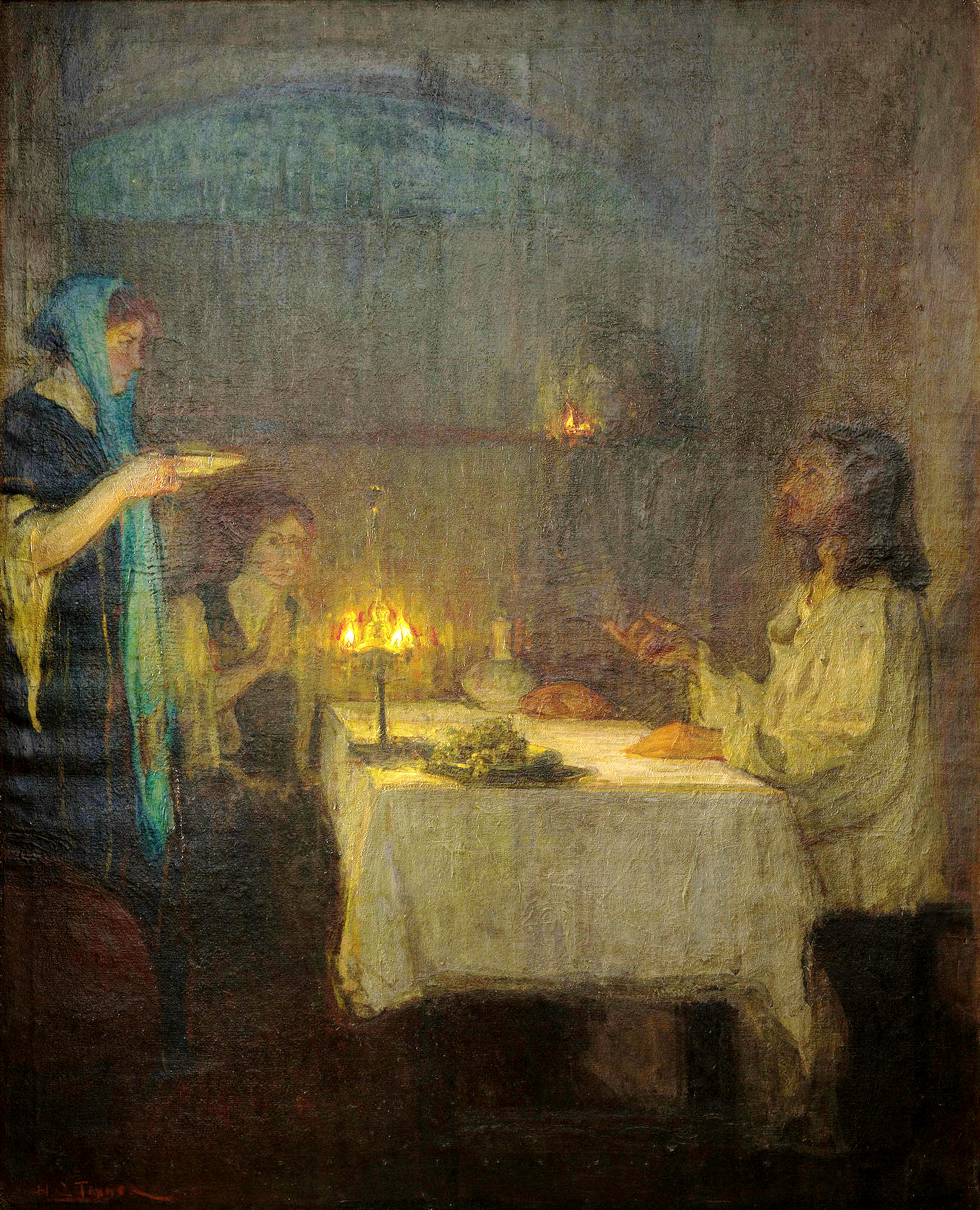
Christ at the home of Mary and Martha (en), Henry Ossawa Tanner.

### Littératures
Le poème de Rudyard Kipling ː Les fils de Marthe, Kipling défend les personnes qui se sont consacrées au labeur comme Marthe.
Dans son ouvrage Les Portes de la perception, Aldous Huxley fait allusion à l'histoire de Marie et Marthe, abordant la distinction entre ce qu'il désigne la façon de Marie et la façon de Marthe. Huxley note que, lors de ses expériences avec la mescaline, le temps semble s'arrêter, et la contemplation -la façon de Marie- dirige le jour. Les soucis quotidiens sont laissés de côté. En un passage, Huxley écrit, La mescaline ouvre la façon de Marie, mais ferme la porte à celle de Marthe.
Dans le roman Time Enough for Love de Robert A. Heinlein, le personnage Minerva déclare, « Je suis une Marthe, Lazare, pas sa sœur Marie. » Cela, comme une réponse à la tentative d'un autre personnage de décrire son apparence, est un testament de sa fierté en étant pratiquement disposée.
Dans le roman La Servante écarlate de Margaret Atwood, les femmes servantes de la société dystopienne (faisant la cuisine et le ménage) sont appelées marthes.